# イリアオ
イリアオ（グルジア語: ირიაო、グルジア語ラテン翻字: Iriao）は、ジョージアの音楽グループ。ジョージア風のジャズやフォークミュージックを専門とし、エスノ＝ジャズ・バンド・イリアオ（Ethno-Jazz Band Iriao）として知られている。

## 歴史
イリアオは、伝統的なジョージアの多声音楽をジャズと組み合わせた、独特のスタイルを有している。この音楽グループの創始者であり音楽監督でもあるダヴィト・マラゾニア（დავით მალაზონია）は、ジョージアの多声音楽とジャズを融合させた第一世代のジョージア作曲家の1人として挙げられる。イリアオは30年超にわたりドイツやジョージアの劇場で音楽活動を続け、数多くのテレビ番組やミュージシャン、音楽グループに楽曲を提供した。2013年には楽団を立ち上げた。2014年にはマレーシアのボルネオ・ジャズ・フェスティバルに参加。
2018年、イリアオはユーロビジョン・ソング・コンテスト2018にジョージア代表として出場。楽曲『シェニ・グリストヴィス』（შენი გულისთვის、ただし出場時は英訳名の『For You』）を歌った。

## メンバー
- ダヴィト・マラゾニア（დავით მალაზონია）- キーボード、作曲、編曲
- ダヴィト・カヴタラゼ（დავით ქავთარაძე）- ジョージア民族楽器
- ビジナ・ムルグリア（ბიძინა მურღულია）- ボーカル
- レヴァン・アブシラヴァ（ლევან აბშილავა）- パーカッション
- シャルヴァ・ゲレフヴァ（შალვა გელეხვა）- ベース
- ギオルギ・アバシゼ（გიორგი აბაშიძე）- ボーカル
- ミヘイル・ジャヴァヒシヴィリ（მიხეილ ჯავახიშვილი）- ボーカル